# باگا بوگد
باگا بوگد (به لاتین: Baga Bogd) یک کوه در مغولستان است که در مغولستان واقع شده‌است. باگا بوگد ۳٬۶۰۰ متر بالاتر از سطح دریا واقع شده‌است.